# Frans Hu Kon
Frans Hu Kon (1917) è stato un calciatore indonesiano, di ruolo centrocampista.

## Carriera
Prese parte con la Nazionale delle Indie Orientali Olandesi ai Mondiali del 1938.